# Villanueva del Campillo
Villanueva del Campillo è un comune spagnolo di 185 abitanti situato nella comunità autonoma di Castiglia e León.